# María Teresa Gallego Urrutia
María Teresa Gallego Urrutia (Madrid, 1943) es una traductora española. 

## Biografía
Hija de José Luis Gallego, es sobrina de Leopoldo de Luis. Realizó sus estudios primarios y secundarios en el Liceo Francés de Madrid y se licenció en Filología Francesa en 1966 por la Universidad Complutense de Madrid. Comenzó a traducir literatura francesa en 1961 y ha traducido desde entonces más de 150 obras de autores francófonos, tanto clásicos como contemporáneos. Profesora de Secundaria, en 1974 obtuvo la cátedra de Francés del Instituto Gregorio Marañón de Madrid. 
En 1983 formó parte del grupo de traductores que fundó la asociación ACE Traductores, a varias de cuyas juntas rectoras ha pertenecido. Desde 2008 hasta 2014 ha dado clases de propiedad intelectual del traductor en el Instituto de Traductores de la Universidad Complutense de Madrid. Es colaboradora de la sección diaria El trujamán del Centro Virtual del Instituto Cervantes y de la revista Vasos Comunicantes de ACE Traductores. La lista de los escritores traducidos puede consultarse en su ficha personal de la página web de ACE Traductores. Asimismo, el título de los libros traducidos hasta 2018 se halla, junto con otros datos, en el sitio del Ministerio de Cultura (dentro de apartado Premiados con el Premio Nacional Fray Luis de León).

## Reconocimientos
Por su trayectoria como traductora ha recibido diversos reconocimientos, como el Premio Nacional Fray Luis de León por Diario del ladrón, de Jean Genet en 1976 y el Premio Stendhal por Impresiones de África, de Raymond Roussel en 1991, ambos compartidos con Isabel Reverte Cejudo, cotraductora de las dos obras; en 2003 recibió la condecoración Ordre des Arts et des Lettres, que concede el gobierno francés y en 2008 obtuvo el Premio Nacional a la Obra de un Traductor. 
En 2011 recibió el Premio Mots Passants que concede el Departamento de Francés de la Universidad Autónoma de Barcelona por El horizonte de Patrick Modiano y en 2013 el premio Esther Benítez por su traducción de La señora Bovary de Gustave Flaubert. 